# Пайк (окръг, Индиана)
Окръг Пайк (на английски: Pike County) е окръг в щата Индиана, Съединени американски щати. Площта му е 883 km², а населението е 12 250 души (1 април 2020). Административен център е град Питърсбърг.

## Климат
През последните години средните температури варират от 21 °F (-6 °C) през януари до 87 °F (31 °C) през юли. Рекордно ниско ниво от -18 °F (-28 °C) е регистрирано през декември 1989 г. и рекордно високо ниво от 101 °F (38 °C) е регистрирано през септември 2002 г. Средните месечни валежи варират от 2.73 инча (6.9 см) през февруари до 5.14 инча (13.1 см) през май.